# Gregory Nava

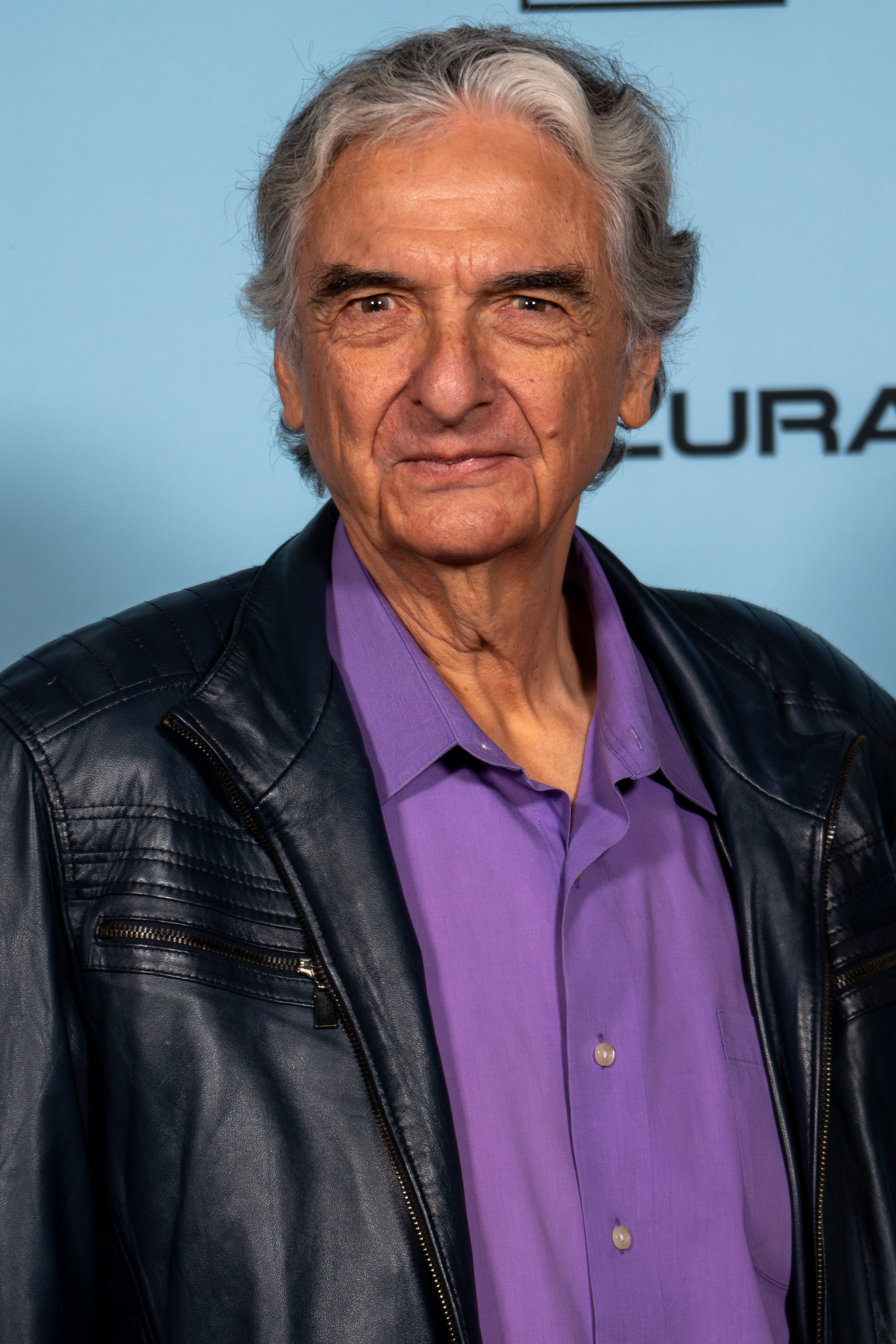
Gregory Nava (2025)

Gregory Nava (* 10. April 1949 in San Diego, Kalifornien als Gregory James Nava) ist ein US-amerikanischer Filmregisseur, Drehbuchautor und Filmproduzent. International bekannt wurde er durch die Kinofilme El Norte, Meine Familie, Selena – Ein amerikanischer Traum oder Bordertown.

## Leben und Karriere
Gregory Nava wurde 1949 in San Diego im Bundesstaat Kalifornien geboren. Er besuchte die U.C.L.A. Filmschule in Los Angeles und gab 1972 sein Regiedebüt mit dem Kurzfilm The Journal of Diego Rodriguez Silva. Seit Mitte der 1970er Jahre ist Nava im Filmgeschäft in verschiedenen Funktionen tätig. Für das romantische Drama The Confessions of Amans im Jahr 1976 übernahm er die Funktion des Regisseurs, des Drehbuchautors und des Co-Produzenten neben Anna Thomas. Zusätzlich dazu übernahm er noch die Funktion des Kameramanns und einmalig die des Cutters. 1983 entstand das Abenteuerdrama El Norte wo er wieder auf dem Regiestuhl Platz nahm und auch am Drehbuch mitarbeitete. 1985 erhielt er zusammen mit der Drehbuchautorin Anna Thomas eine Oscar-Nominierung in der Kategorie Bestes Originaldrehbuch. 1988 drehte er mit William Hurt und Timothy Hutton in den Hauptrollen das Kriegsdrama A Time of Destiny. 1995 führte er Regie bei der Kinoproduktion Meine Familie in der Besetzung Jimmy Smits, Esai Morales und Edward James Olmos. 1997 inszenierte er mit Jennifer Lopez als Hauptdarstellerin den Musikfilm Selena – Ein amerikanischer Traum. Für das Kriminaldrama Bordertown arbeitete er 2006 erneut mit Lopez zusammen.
Neben seiner Regietätigkeit arbeitete Gregory Nava auch als Drehbuchautor an Filmen wie Das Erwachen und Frida mit. Gregory Nava führte in seiner Karriere 11-mal Regie, übernahm die Funktion des Produzenten und schrieb auch die meisten Drehbücher zu seinen Filmen selbst.

## Auszeichnungen
- 1985: Oscar-Nominierung in der Kategorie Bestes Originaldrehbuch bei der Verleihung 1985 für El Norte

## Filmografie (Auswahl)

### Filmregisseur
- 1972: The Journal of Diego Rodriguez Silva (Kurzfilm)
- 1976: The Confessions of Amans
- 1983: El Norte
- 1988: Zeit des Schicksals (A Time of Destiny)
- 1995: Meine Familie (My Family)
- 1997: Selena – Ein amerikanischer Traum (Selena)
- 1998: Why Do Fools Fall in Love – Die Wurzeln des Rock ’n’ Roll (Why Do Fools Fall in Love)
- 1999: The 20th Century: American Tapestry (Fernsehdokumentarfilm)
- 2002: American Family (Fernsehserie)
- 2006: Bordertown
- 2007: Making of Selena: 10 Years Later (Dokumentarkurzfilm)

### Drehbuchautor
- 1976: The Confessions of Amans
- 1982: Das Erwachen (The End of August)
- 1983: El Norte
- 1988: Zeit des Schicksals (A Time of Destiny)
- 1995: Meine Familie (My Family)
- 1997: Selena – Ein amerikanischer Traum (Selena)
- 2002: American Family (Fernsehserie)
- 2002: Frida
- 2006: Bordertown

### Filmproduzent
- 1976: The Confessions of Amans
- 1979: Besuch aus dem Jenseits (The Haunting of M.)
- 1998: Why Do Fools Fall in Love – Die Wurzeln des Rock ’n’ Roll (Why Do Fools Fall in Love)
- 1999: The 20th Century: American Tapestry (Fernsehdokumentarfilm)
- 2002: American Family (Fernsehserie)
- 2005: Behind the Mask of Zorro (Fernsehdokumentarfilm)
- 2006: Bordertown
- 2007: Making of Selena: 10 Years Later (Dokumentarkurzfilm)